# Vem är den stora skaran där
Vem är den stora skaran där är en allhelgonapsalm vars ursprung inte alltid anges. Melodin är enligt Koralbok för Nya psalmer, 1921 en tonsättning efter Gustaf Lewenhaupt från okänt datum. I 1937 års psalmbok uppges att Lewenhaupt 1855 författade psalmen och att den bearbetades något inför publiceringen. Oscar Lövgren anger Lewenhaupt som upphovsman till både ord och ton och att psalmen första gången publicerades i en av Johan Michael Lindblad redigerad tidskrift ("Söndagen", nr 45 1855), den första psalmbok som publicerade texten var Pilgrimsharpan 1862. I Hemlandssånger 1891 anges B. Wadström som textförfattare och G. Lewenhaupt som kompositör. Svenska söndagsskolsångboken anger, förutom B. W. även signaturen P. S. vars tydning ännu inte är klarlagd. 

## Publicerad i
- Hemlandssånger 1891 som nr 492 under rubriken "Härligheten".
- Svensk söndagsskolsångbok 1908 som nr 338 under rubriken "Den himmelska härligheten".
- Svenska Missionsförbundets sångbok 1920 som nr 750 under rubriken "Det eviga livet".
- Nya psalmer 1921, tillägget till 1819 års psalmbok som nr 526 under rubriken "Kyrkans högtider: Allhelgonadagen".
- Svensk söndagsskolsångbok 1929 som nr 197 under rubriken "Hemlandssånger".
- Sionstoner 1935 som nr 241 under rubriken "Allhelgonadagen".
- Nr 441 i Guds lov 1935 som nr 441 under rubriken "Hemlandssånger".
- 1937 års psalmbok som nr 146 under rubriken "Alla Helgons dag".
- Frälsningsarméns sångbok 1968 som nr 638 under rubriken "Högtider - Alla helgons dag".
- Lova Herren 1988 som nr 207 under rubriken "Alla helgons dag".